# 1404
| 1404               |
| ------------------ |
| Dødsfald - Fødsler |
|                    |

| Gregoriansk kalender | 1404 MCDIV              |
| Ab urbe condita      | 2157                    |
| Armensk kalender     | 853 ԹՎ ՊԾԳ              |
| Kinesiske kalender   | 4100 – 4101 癸未 – 甲申 |
| Etiopisk kalender    | 1396 – 1397             |
| Jødisk kalender      | 5164 – 5165             |
| Hindukalendere       |                         |
| - Vikram Samvat      | 1459 – 1460             |
| - Shaka Samvat       | 1326 – 1327             |
| - Kali Yuga          | 4505 – 4506             |
| Iransk kalender      | 782 – 783               |
| Islamisk kalender    | 806 – 807               |

Regent i Danmark: Margrete 1. 1387-1412 og formelt Erik 7. af Pommern 1396-1439
Se også 1404 (tal)

## Begivenheder
- Hertug Gerhard af Slesvig bliver dræbt i et slag, og Kong Erik bliver formynder for hans børn, hvilket giver Margethe stor indflydelse i hertugdømmet